# Gasteria batesiana
Gasteria batesiana es una especie de planta suculenta perteneciente a la familia Xanthorrhoeaceae.

## Descripción
Es una planta pequeña y sin tallo de hasta 100 mm de altura y 80-300 mm de diámetro, con proliferación de la base para formar grupos, rara vez están solitarias. Sus raíces son suculentas y cilíndricas (terete).
Las hojas jóvenes se encuentran inicialmente en dos filas opuestas, con 50-180 x 15-40 mm, de  frágil textura.  La forma es triangular o triangular-lanceoladas o lineal rara vez, en última instancia, se convierten en  ascendente recurvada. La superficie inferior es convexa con un centro de fuera de la quilla. Ambas superficies son de color verde oscuro con densas manchas blancas dispuestas en bandas transversales y claramente tuberculada, con grandes y pequeños tubérculos de color blanco o verde.  La hoja es el ápice obtuso con un mucro.
La inflorescencia es un racimo simple con propagación ascendente (raramente ramificado) de 300-450 mm de largo.  El pedúnculo o pedicelo está caído y tiene 9 mm de largo. La flores tubulares (periantio) tienen 35-40 mm de largo, la base ligeramente hinchada. Los estambres son  protuberantes. El ovario de 7 x 3 mm con un estilo cilíndrico de 15 mm de longitud.  La cápsula de 16-20 mm de largo, aplanados, negro con semillas de 4-6 mm x 2-3 mm.
Época de floración: de octubre a diciembre 

## Distribución y hábitat
Es nativa de Sudáfrica y tiene la más septentrional  distribución en el género, que ocurre al este de la escarpa del interior del norte del río Tugela  en el norte de KwaZulu-Natal al valle del río Olifants en la provincia de Limpopo. Se encuentra en las sabanas, en elevaciones de 500 a 700 m s. n. m., en clima cálido, seco y libre de heladas, los valles de los ríos en terreno montañoso, las plantas en su mayoría se limita a los acantilados.  Su hábitat se compone de sombra al sur y el este  en los que se produce en suelos someros ricos en humus(pH 6,8 - 7,1).

## Sinonimia
- Gasteria transvaalensis De Smet ex Baker
- Gasteria subverrucosa var. marginata auct.
- Gasteria batesiana var. batesiana
- Gasteria batesiana var. dolomitica Van Jaarsv. & A.E.van Wyk (1999)[2]